# Cyatholaimus canariensis
Cyatholaimus canariensis är en rundmaskart som beskrevs av Steiner 1921. Cyatholaimus canariensis ingår i släktet Cyatholaimus och familjen Cyatholaimidae. Inga underarter finns listade i Catalogue of Life.